# Pterostylis dilatata
Pterostylis dilatata är en orkidéart som beskrevs av Alexander Segger George. Pterostylis dilatata ingår i släktet Pterostylis och familjen orkidéer. Inga underarter finns listade i Catalogue of Life.